# Mats Ahlgren (konstnär)
Mats Lennart Ahlgren, född 10 maj 1952 i Mölndal, död 10 maj 2016 i Haga distrikt i Göteborg, var en svensk målare.
Som 19-åring började Ahlgren på KV konstskola i Göteborg. Där lärde han sig grunderna i teckning, måleri och grafik. Året efter fortsatte Ahlgren sina studier vid Högskolan för design och konsthantverk (HDK) men avbröt studierna eftersom han 1973 kom in på Konsthögskolan Valand, där han studerade i fem år.
Under sin konstnärsbana sysslade Ahlgren framför allt med måleri. Viktiga separatutställningar var på Galleri Heland, Stockholm Art Fair och Galleri Bergman i Stockholm. Galleri Garmer, Galleri Oijens, Galleri Konstepidemin och Galleri PS i Göteborg. Galleri Händer och Galleri Konstnärscentrum i Malmö.
Ahlgren är representerad på Göteborgs konstmuseum, Svenska statens samlingar, Hovrätten i Göteborg, SEB i Stockholm, Västra Götalandsregionen och Malmöhus län.
Ahlgren publicerade även en konstestetisk skrift kallad Målerisk Poetik och konstboken En rymd av frihet som presenterar ett urval av hans verk. Han är begravd på Onsala kyrkogård.